# Luca Tencati
Luca Tencati, né le 16 mars 1979 à Crémone en Italie, est un joueur italien de volley-ball. Il mesure 2,00 m et joue central. Il totalise 176 sélections avec l'équipe d'Italie.

## Clubs
| Club               | De        | À         |
| ------------------ | --------- | --------- |
| Sisley Volley      | 1997-1998 | 2000-2001 |
| Pallavolo Parme    | 2001-2002 | 2001-2002 |
| Sisley Volley      | 2002-2003 | 2006-2007 |
| Pallavolo Modène   | 2007-2008 | 2008-2009 |
| Callipo Sport      | 2009-2010 | 2009-2010 |
| Pallavolo Piacenza | 2010-2011 | ...       |

## Palmarès
- Ligue mondiale
  - Finaliste : 2003
- Championnat du monde des moins de 19 ans (1)
  - Vainqueur : 1997
- Championnat d'Europe (1)
  - Vainqueur : 2005
- Championnat d'Europe des moins de 19 ans (1)
  - Vainqueur : 1997
- Ligue des champions (3)
  - Vainqueur : 1999, 2000, 2006
  - Finaliste : 2001
- Coupe de la CEV puis Challenge Cup (4)
  - Vainqueur : 1998, 2003, 2008, 2013
- Supercoupe d'Europe (1)
  - Vainqueur : 1998
  - Perdant : 1999
- Championnat d'Italie (7)
  - Vainqueur : 1998, 1999, 2001, 2003, 2004, 2005, 2007
  - Finaliste : 2006
- Coupe d'Italie (5)
  - Vainqueur : 2000, 2004, 2005, 2007, 2014
  - Finaliste : 1999, 2001, 2002, 2003
- Supercoupe d'Italie (5)
  - Vainqueur : 1998, 2000, 2003, 2004, 2005
  - Perdant : 1999